# 로렐상

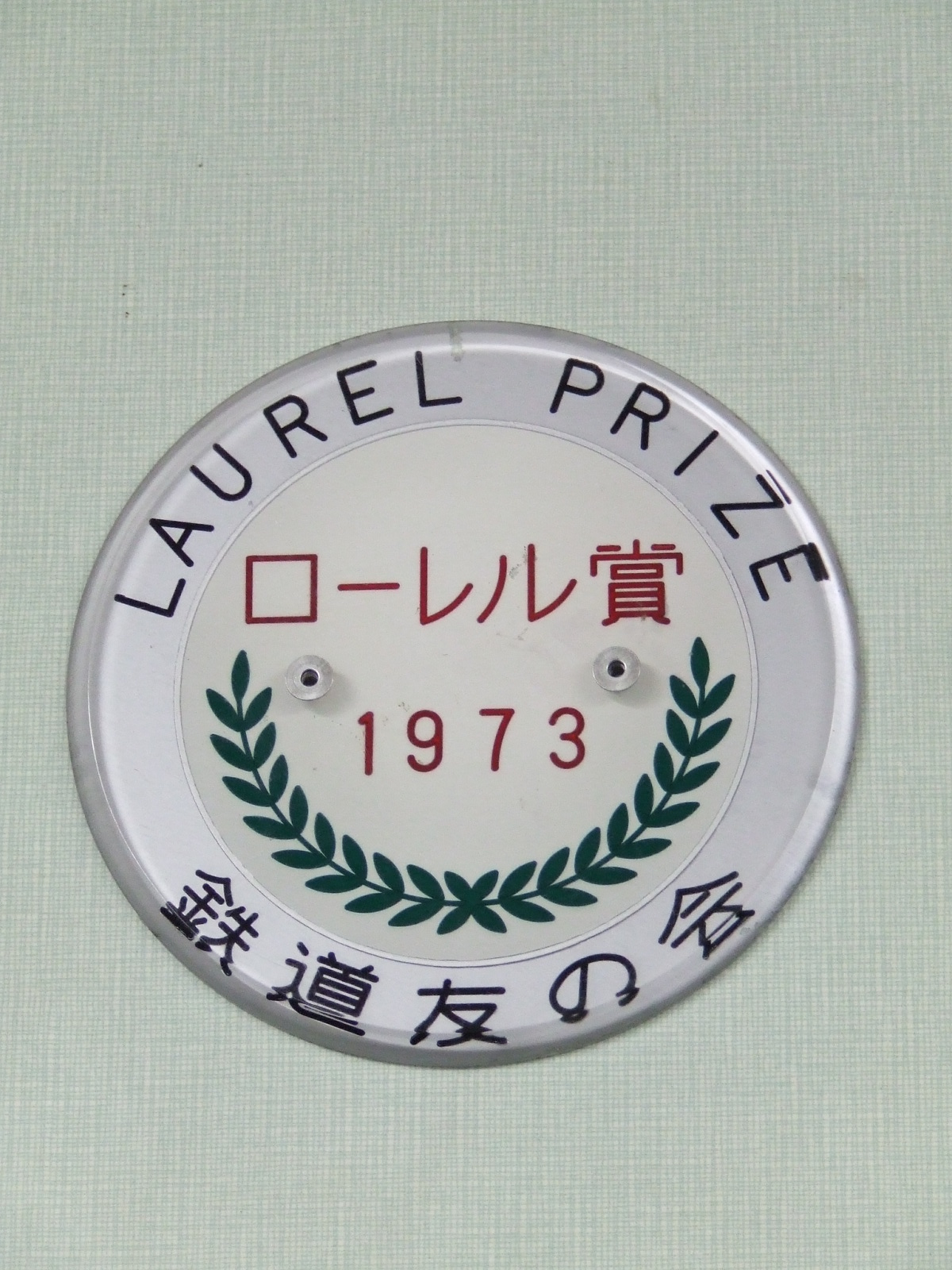
로렐상 플레이트(오다큐 전철 9000형 전동차 차내에서 촬영)

로렐상(일본어: ローレル賞)은 일본의 철도 친우회가 주최하는 상이다. 그 해에 새롭게 만들어진 철도 차량 중에서 가장 우수한 차량을 표창하기 위해 주는 것이다.

## 개요
철도 친우회에서는 1958년부터 블루리본상을 선정하고 있는데, 이 블루리본상은 회원의 투표에 의해 수여되는 상이기 때문에 화려한 특급용 차량이 선정되기 쉬운 경향이 있었다. 때문에, 1961년부터 대상을 블루리본상을 수상하기 어려운 통근용 차량으로 한정하여, 회원의 투표에 의해 결정하는 로렐상이 제정되었다. 제 1회 수상은 한큐 전철 2000계·2300계 전동차였다. 그러나, 1970년대에 들어서 원래는 특급용 차량인 것이 '통근 특급'이라고 불리며 통근열차로 투입되어 통근용 차량의 정의가 애매하게 되었다. 이에 따라, 1974년부터는 대상을 통근 차량으로 한정하지 않고, 블루리본상·로렐상 후보 차량중에서 선정위원이 선정하는 현재의 형태로 바뀌었다. 또한 과거에는 선정 차량이 없는 해도 있었지만, 2006년 수상 차종은 사상 최대인 4개가 되었다. 역대 시상식 중에서는, 신칸센 차량이 받은 적도 있는데, 신칸센 200계, 100계, 300계, 700계가 돌아가며 수상을 받았다.

## 선정까지의 흐름
선정 후보 차량의 선정 기준은 블루리본상과 같다. 이 선정 후보 차량 가운데, 블루리본상에 선정된 차량을 제외한 차량 중에서 블루리본상 선정을 위한 회원 투표의 득표와는 관계없는 것으로, 선정위원이 선정 차량을 결정한다. 선정 차량은 반드시 1종이라고는 할 수 없다.
블루리본상 선정 차량은 회원 투표에 의해서 결정되는 성격상 회원수가 많은 대도시권 사철의 간판적 존재인 특급 차량이나 전국적으로 잘 알려져 있는 일본국철·JR의 특급 차량이 많은 데에 비해, 이 로렐상은 기술이나 디자인이 뛰어난 차량(특히 혁신적인 기술을 사용한 차량)이나, 회원수가 적은 지방의 중소 사철의 신차량이 선정되는 경우가 있다.

## 선정차량의 목록
- 철도 회사은, 선정 당시의 호칭.

| 횟수   | 서력년 | 철도 회사(단체)                    | 차량 이름                      | 애칭                 | 비고                             |
| ------ | ------ | ---------------------------------- | ------------------------------ | -------------------- | -------------------------------- |
| 제1회  | 1961년 | 게이한신 급행 전철                 | 2000계 전동차                  | 'Auto 카'            |                                  |
| 제1회  | 1961년 | 게이한신 급행 전철                 | 2300계 전동차                  | 'Auto 카'            |                                  |
| 제2회  | 1962년 | 일본국유철도(현 JR)                | 401계, 421계 전동차            |                      |                                  |
| 제3회  | 1963년 | 게이오 데이토 전철                 | 3000계 전동차                  |                      |                                  |
| 제4회  | 1964년 | 게이오 데이토 전철                 | 5000계 전동차                  |                      |                                  |
| 제5회  | 1965년 | 산요 전기 철도                     | 3000계 전동차                  |                      |                                  |
| 제6회  | 1966년 | 삿포로 시 교통국                   | A830형 전차                    |                      |                                  |
| 제7회  | 1967년 | 나가노 전철                        | 0계 전동차                     | 'OS 카'              |                                  |
| 제8회  | 1968년 | n/a                                | 해당 차량 없음                 |                      |                                  |
| 제9회  | 1969년 | 도쿄 도 교통국                     | 6000형 기관차                  |                      |                                  |
| 제10회 | 1970년 | 오사카 시 교통국                   | 60계 전동차                    |                      |                                  |
| 제11회 | 1971년 | 나고야 철도                        | 모600형 전차                   |                      |                                  |
| 제12회 | 1972년 | 제도고속도교통영단(현 도쿄 메트로) | 6000계 전동차                  |                      |                                  |
| 제13회 | 1973년 | 오다큐 전철                        | 9000형 전동차                  |                      |                                  |
| 제14회 | 1974년 | 서일본 철도                        | 2000형 전동차                  |                      |                                  |
| 제15회 | 1975년 | 일본국유철도(현 JR)                | 24계25형 객차                  |                      |                                  |
| 제15회 | 1975년 | 구로베 철도협곡                    | EH형 전기 기관차               |                      |                                  |
| 제16회 | 1976년 | 일본국유철도(현 JR)                | 키하 66계 기동차               |                      |                                  |
| 제16회 | 1976년 | 도쿄 급행 전철                     | 8500계 전동차                  |                      |                                  |
| 제16회 | 1976년 | 후지 급행                          | 5000형 전동차                  |                      |                                  |
| 제17회 | 1977년 | 조신 전철                          | 1000계 전동차                  |                      |                                  |
| 제17회 | 1977년 | 삿포로 시 교통국                   | 6000형 전동차                  |                      |                                  |
| 제18회 | 1978년 | 도쿄 도 교통국                     | 신7000형 전차                  |                      |                                  |
| 제18회 | 1978년 | 고베 시 교통국                     | 1000형 기관차                  |                      |                                  |
| 제19회 | 1979년 | 게이힌 급행 전철                   | 800형 전동차                   |                      |                                  |
| 제19회 | 1979년 | 일본국유철도(현 JR)                | 50계 객차                      |                      |                                  |
| 제20회 | 1980년 | 나고야 철도                        | 100계 전동차                   |                      |                                  |
| 제20회 | 1980년 | 호쿠소 개발 철도                   | 7000형 전동차                  |                      |                                  |
| 제20회 | 1980년 | 도야마 지방 철도                   | 14760형 전동차                 |                      |                                  |
| 제21회 | 1981년 | 일본국유철도                       | 117계 전동차                   |                      |                                  |
| 제21회 | 1981년 | 나가사키 전기 궤도                 | 2000형 전차                    |                      |                                  |
| 제22회 | 1982년 | 후쿠오카 시 교통국                 | 1000계 전동차                  |                      |                                  |
| 제23회 | 1983년 | 일본국유철도(현 JR)                | 신칸센 200계 전동차            |                      |                                  |
| 제23회 | 1983년 | 구마모토 시 교통국                 | 8200형 전차                    |                      |                                  |
| 제24회 | 1984년 | 게이한 전기 철도                   | 6000계 전동차                  |                      |                                  |
| 제25회 | 1985년 | 제도고속도교통영단(현 도쿄 메트로) | 01계 전동차                    |                      |                                  |
| 제25회 | 1985년 | 다루미 철도                        | 폐모 180형 기동차              |                      |                                  |
| 제26회 | 1986년 | 난카이 전기 철도                   | 10000계 전동차                 |                      |                                  |
| 제26회 | 1986년 | 일본국유철도(현 JR)                | 신칸센 100계 전동차            |                      |                                  |
| 제27회 | 1987년 | 기타오사카 급행 전철               | 8000형 전동차                  |                      |                                  |
| 제27회 | 1987년 | 긴키 닛폰 철도                     | 7000계 전동차                  |                      |                                  |
| 제27회 | 1987년 | 일본국유철도(현 JR)                | 키하 185계 기동차              |                      | 선정 당시에는 시코쿠 여객철도    |
| 제28회 | 1988년 | 센다이 시 교통국                   | 1000계 전동차                  |                      |                                  |
| 제29회 | 1989년 | 규슈 여객철도                      | 783계 전동차                   | 'Hyper Saloon'       |                                  |
| 제30회 | 1990년 | 서일본 여객철도                    | 221계 전동차                   |                      |                                  |
| 제30회 | 1990년 | 시코쿠 여객철도                    | 2000계 기동차                  | 'TSE'(시작차 만)     |                                  |
| 제31회 | 1991년 | 동일본 여객철도                    | 251계 전동차                   |                      |                                  |
| 제31회 | 1991년 | 오사카 시 교통국                   | 70계 전동차                    |                      |                                  |
| 제32회 | 1992년 | 동일본 여객철도                    | 253계 전동차                   |                      |                                  |
| 제32회 | 1992년 | 규슈 여객철도                      | 200계 기동차                   |                      |                                  |
| 제33회 | 1993년 | 도카이 여객철도                    | 신칸센 300계 전동차            |                      |                                  |
| 제33회 | 1993년 | 일본화물철도                       | EF200형 전기 기관차            |                      |                                  |
| 제34회 | 1994년 | 일본화물철도                       | DF200형 디젤 기관차            | 'Eco-Power RED BEAR' |                                  |
| 제35회 | 1995년 | 홋카이도 여객철도                  | 키하 281계 기동차              | 'HEAT 281'           | 현재: 'FURICO 281'               |
| 제36회 | 1996년 | 도카이 여객철도                    | 383계 전동차                   |                      |                                  |
| 제36회 | 1996년 | 일본화물철도                       | 고키 71형 화차                 | 'CAR RACK Sistem'    |                                  |
| 제37회 | 1997년 | 홋카이도 여객철도                  | 731계 전동차                   |                      |                                  |
| 제38회 | 1998년 | 구마모토 시 교통국                 | 9700형 전차                    |                      |                                  |
| 제38회 | 1998년 | 에이 전철                          | 900형 전동차                   | '키라라'             |                                  |
| 제38회 | 1998년 | 긴키 닛폰 철도                     | 5800계 전동차                  | 'L/C 카'             |                                  |
| 제39회 | 1999년 | 스카이 철도 서비스                 | 200형 전동차                   |                      |                                  |
| 제40회 | 2000년 | 히로시마 전철                      | 5000형 전차                    | 'GREEN MOVER'        |                                  |
| 제40회 | 2000년 | 도카이 여객철도                    | 신칸센 700계 전동차            |                      | 서일본 여객철도 와의 공동 개발   |
| 제40회 | 2000년 | 동일본 여객철도                    | E231계 전동차                  |                      | 선정 당시의 명칭: '209계950번대' |
| 제41회 | 2001년 | 나고야 철도                        | 모800형 전차                   |                      |                                  |
| 제41회 | 2001년 | 긴키 닛폰 철도                     | 3220계 전동차                  | 'Series-21'          |                                  |
| 제41회 | 2001년 | 긴키 닛폰 철도                     | 5820계 전동차                  | 'Series-21'          |                                  |
| 제41회 | 2001년 | 긴키 닛폰 철도                     | 9020계 전동차                  | 'Series-21'          |                                  |
| 제42회 | 2002년 | 서일본 여객철도                    | 키하 187계 기동차              |                      |                                  |
| 제43회 | 2003년 | 오카야마 전기 궤도                 | 9200형 전차                    | 'MOMO'               |                                  |
| 제43회 | 2003년 | 가고시마 시 교통국                 | 1000형 전차                    | '유트램'             |                                  |
| 제44회 | 2004년 | n/a                                | 해당 차량 없음                 |                      |                                  |
| 제45회 | 2005년 | 규슈 여객철도                      | 신칸센 800계 전동차            |                      |                                  |
| 제45회 | 2005년 | 나가사키 전기 궤도                 | 3000형 전차                    |                      |                                  |
| 제46회 | 2006년 | 나고야 철도                        | 2000계 전동차                  | 'μSky'               |                                  |
| 제46회 | 2006년 | 아이치 고속 교통                   | 100형 전동차                   | 'Linimo'             |                                  |
| 제46회 | 2006년 | 히로시마 전철                      | 5000형 전차                    | 'Green mover max'    |                                  |
| 제46회 | 2006년 | 후쿠오카 시 교통국                 | 3000계 전동차                  |                      |                                  |
| 제47회 | 2007년 | 동일본 여객철도                    | E233계 전동차                  |                      |                                  |
| 제47회 | 2007년 | 서일본 철도                        | 3000형 전동차                  |                      |                                  |
| 제48회 | 2008년 | 동일본 여객철도 센다이 공항철도    | E721계 전동차, SAT721계 전동차 |                      | 공통 설계 의 동형 차량           |
| 제48회 | 2008년 | 동일본 여객철도                    | E200형 기동차                  |                      |                                  |
| 제49회 | 2009년 | 도요하시 철도                      | T1000형 전차                   | '홋트램'             |                                  |
| 제49회 | 2009년 | 게이한 전기 철도                   | 3000계 전동차                  | 'Comfort Saloon'     |                                  |
| 제50회 | 2010년 | 긴키 닛폰 철도                     | 22600계 전동차                 | 'Ace'                |                                  |
| 제51회 | 2011년 | 도쿄 지하철                        | 16000계 전동차                 |                      |                                  |
| 제52회 | 2012년 | JR 화물                            | HD300형 기관차                 |                      |                                  |
| 제53회 | 2013년 | -                                  | 없음                           |                      | 로렐상이 지정되지 않음.          |
| 54회   | 2014년 | 후쿠이 철도                        | F1000형 전동차                 | 「FUKURAM」          |                                  |
| 54회   | 2014년 | 동일본 여객철도                    | E6계                           | 「고마치」           |                                  |

## 같이 보기
- 블루리본상